# Hannah Ferguson
Pour les articles homonymes, voir Ferguson.
Hannah Ferguson est un mannequin américain. Elle est née en 1992 à San Angelo au Texas.

## Biographie
Hannah Ferguson apparaît en 2014 puis 2015 dans  Sports Illustrated Swimsuit Issue.
Elle a notamment posé pour GQ ainsi que pour des campagnes de Carl’s Jr. ou Triumph International.
La marque Triumph en a fait son égérie.